# Ang Nam Ngum
Ang Nam Ngum is een stuwmeer in de Nam Ngum rivier in Laos. Het meer ligt op ongeveer 90 km ten noorden van de hoofdstad Vientiane in de provincie Vientiane en beslaat ongeveer 250 km2. Het grootste gedeelte van de elektriciteit die door middel van dit meer wordt opgewekt wordt geëxporteerd naar Thailand. 
Er liggen verschillende eilandjes in het meer. In 1975 werden na de overname van de macht door de Pathet Lao 3000 mensen, voornamelijk prostituees en kleine criminelen, naar deze eilandjes verbannen, gescheiden naar sekse.
Het was de eerste stuwdam die in het land werd gebouwd. De bouw begon in 1968 en het werk werd voltooid in 1984. Het project is vooral gericht op de productie ven elektriciteit, maar men wilde ook het risico van overstromingen verminderen, water vast te houden voor de irrigatie van landbouwgronden en voor de visserij. De Nam Ngum waterkrachtcentrale heeft een opgesteld vermogen van 155 megawatt (MW) en genereert het grootste deel van alle elektriciteit in het land. Het levert stroom aan Vientiane. Het grootste deel wordt uitgevoerd naar Thailand en levert hiermee een belangrijke bijdrage aan de exportinkomsten van het land. De exploitant van de centrale is het staatsbedrijf Electricité du Laos.